# Червіно
Червіно (італ. Cervino) — муніципалітет в Італії, у регіоні Кампанія,  провінція Казерта.
Червіно розташоване на відстані близько 190 км на південний схід від Рима, 28 км на північний схід від Неаполя, 8 км на схід від Казерти.
Населення — 5077 осіб (2014).
Щорічний фестиваль відбувається 5 квітня. Покровитель — San Vincenzo Ferreri.

## Демографія
Населення за роками:

Станом на 1 січня 2023 року в муніципалітеті офіційно проживало 186 іноземців з 18 країн, серед них 31 громадянин країн Євросоюзу та 14 громадян України.

## Сусідні муніципалітети
- Дураццано
- Маддалоні
- Санта-Марія-а-Віко
- Валле-ді-Маддалоні